# Theodore Watts

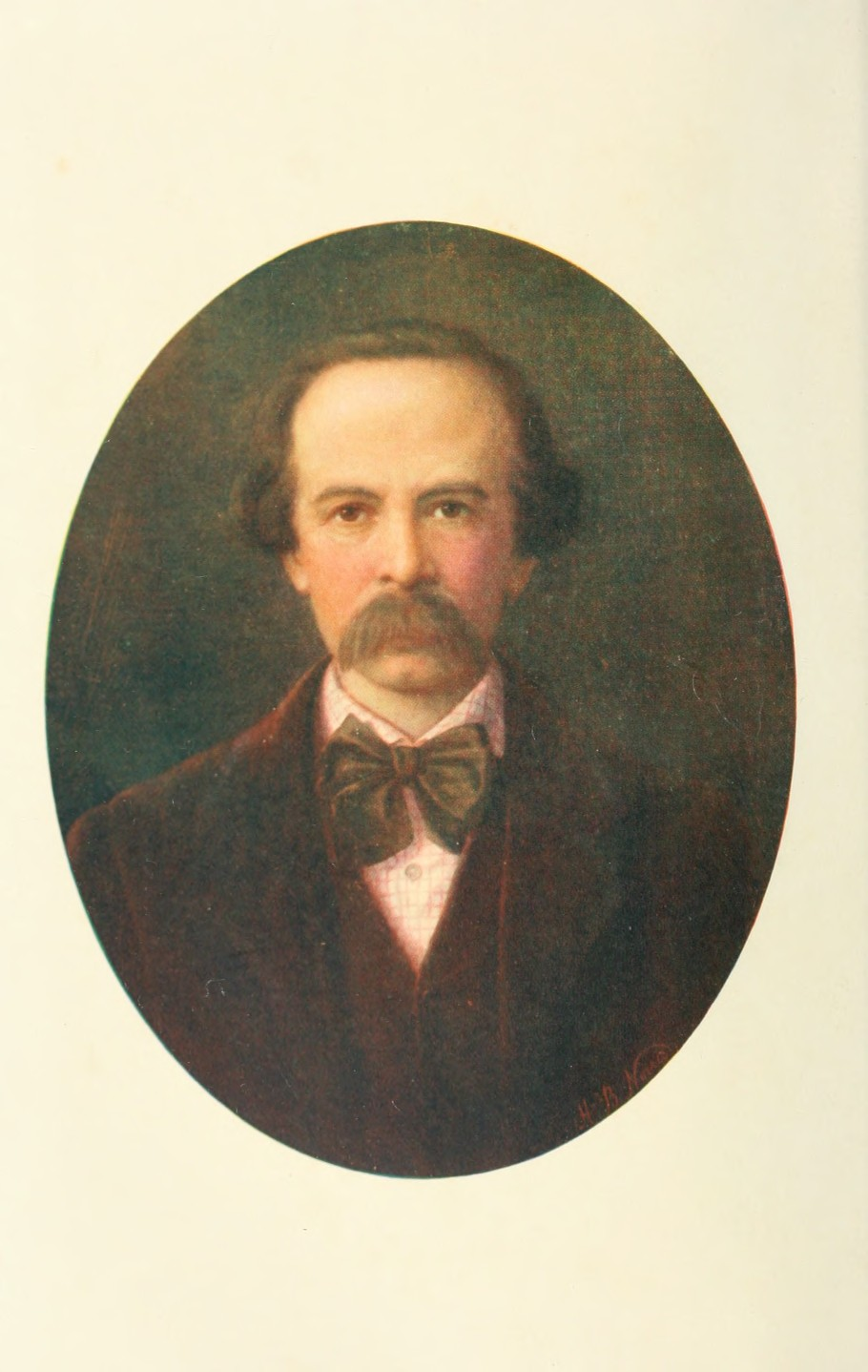
Theodore Watts gemalt von Miss H.B. Norris, 1902 – Frontispiece zu “Aylwin” – Illustrated Edition, published by Hurst & Blackett, Ltd. London, 1906

Walter Theodore Watts oder Watts-Dunton (* 12. Oktober 1832 in St. Ives, damals Huntingdonshire; † 6. Juni 1914 in Putney (London)) war ein englischer Dichter und Literaturkritiker. Er ist heute eher bekannt als enger Freund von Algernon Charles Swinburne, den er vor dem Alkoholismus rettete.
Sein anfängliches Interesse für Naturwissenschaften wandelte sich und er wurde Anwalt in London. Er lernte Dante Gabriel Rossetti kennen, als er diesen über einen gestohlenen Scheck beriet. Swinburne half er, indem er ihn 1872 von seinem erpresserischen Verleger John Camden Hotten befreite. Er wurde ein Freund der Präraffaeliten und mit Dante Gabriel Rossetti verband ihn eine lebenslange Freundschaft.
Seine wahre Liebe aber gehörte der Literatur. Er schrieb für die Zeitung The Examiner. Von 1875 bis 1898 war er der Haupt-Rezensent für Lyrik und Literatur der Zeitschrift Athenaeum. Auch trug er mit einem Eintrag über Gedichte 1885 zur neunten Ausgabe der Encyclopædia Britannica bei.
Als sein Mandant und Freund Swinburne Gefahr lief, dem Alkohol zu verfallen, nahm er ihn 1879 in sein Haus auf und übernahm dessen Vormundschaft. Swinburne lebte ca. 30 Jahre bei ihm. Weniger bekannt ist, dass er auch die Fertigstellung von Swinburnes sadomasochistischem Roman Lesbia Brandon verhinderte.
Zu Watts Haushalt gehörten auch seine Schwester Miranda Mason, ihr Ehemann Charles (der ebenfalls Rechtsanwalt war), mit ihrem Sohn Bertie (geboren 1874). Sie beschäftigten eine Köchin und eine Hausangestellte.
Watts Dunton nahm später auch Henry Treffry Dunn bei sich auf, selbst Maler und Assistent von Dante Rosetti. Dunn war – wie Swinburne – dem Alkohol verfallen und verstarb 1899 in „Les Pines“.
1897 fügte er seinem Nachnamen den Geburtsnamen seiner Mutter, Dunton, hinzu.
Nach einem langen Leben als Junggeselle heiratete Watts-Dunton mit 73 Jahren 1905 die 29-jährige Clara Jane Reich, der er das erste Mal begegnet war, als sie noch ein als 16-jähriges Schulmädchen war. Sie zog in „Les Pines“ ein und veröffentlichte einige Jahre nach dem Tod ihres Mannes 1922 ein Buch über das Leben in dem Swinburne-Watts-Dunton Haushalt mit dem Titel „The Home Life of Swinburne“. Darin widerspricht sie energisch den Gerüchten, dass ihre Ehe unglücklich oder auch eine Zweckheirat gewesen sei.

## Werke
Erst 1897 veröffentlichte Watts einen Band unter seinem eigenen Namen, und zwar eine Sammlung von Gedichten mit dem Titel The Coming of Love, von denen er einige zuvor von Zeit zu Zeit in Zeitschriften abgedruckt hatte. Es folgte der Roman „Aylwin“, die nach der Veröffentlichung 1898 im viktorianischen England ein großer Erfolg wurde. Henry Aylwin wird grausam von seiner Jugendliebe Winifred Wynne getrennt und begibt sich auf die Suche nach ihr, bei der ihm seine Freundin, die Zigeunerin Sinfi Lovell, hilft. Bis 1914 erreichte dieses Buch 26 Auflagen und der Nachdruck war in den „World Classics“ noch bis 1950 zu finden. Es enthält auch eine fiktionale Beschreibung von Dante Rossetti und seinem Freundeskreis. Heute ist dieses Buch praktisch unbekannt.
Watts-Duntons Memoiren: Old Familiar Faces (1916), sind ein wertvoller Beitrag seines Lebens und seiner Zeit.
als Autor
- The Coming of Love and other poems. John Lane, London 1897.
- Aylwin. University Press, Oxford 1950 (Nachdr. d. Ausg. London 1898).
- The Christmas Dream. London 1901.
- Christmas at the Mermaid. John Lane London 1902. (illustriert von Herbert Cole).
- Poetry and The Renascence of Wonder. Kennikat Press, Port Washington, N.Y. 1970, ISBN 0-8046-1057-6 (Nachdr. d. Ausg. London 1903).
- Studies of Shakespeare. London 1910.
- Old Familiar Faces. London 1916.
- Werke von Watts-Dunton im Internet Archive - online
- The Rhodes memorial at Oxford. The work of Cecil Rhodes; a sonnet-sequence. Publisher: Henry Frowde, London 1907

als Herausgeber
- William Shakespeare: The complete works. London 1907.
- von George Borrows Lavengro (1893) und Romany Rye (1900)

seine Ehefrau als Autor
- Clara Jane Watts-Dunton: The home life of Swinburne. Publisher: A. M. Philpot, London 1922

## Fotogalerie

Theodore Watts-Dunton gemalt 1874 von Dante Gabriel Rosetti

## Weiterführende Literatur
- James Douglas: Theodore Watts-Dunton, poet, novelist, critic. Publisher: Hodder and Stoughton. London 1904
- The life and letters of Theodore Watts-Dunton. By  Thomas Hake and Arthur Compton-Rickett. Including some personal reminicences of Clara Watts-Dunton. With sixteen illustrations. Volume I. Publisher: T. C. & E. C. Jack, limited; London. G. P. Putnam’s sons New York, 1916
- The life and letters of Theodore Watts-Dunton. Volume II (1916)